# Digama africana
Digama africana là một loài bướm đêm thuộc họ Erebidae. Nó được tìm thấy ở Kenya và Tanzania.